# Одного разу у Франції
«Одного разу у Франції» (фр. Comme un aimant) — фантастичний фільм 2000 року.

## Синопсис
Вони звичайні вуличні злодюжки, вони «працюють» на вулицях Марселя, і кожному хочеться мати все, і щоб за це йому нічого не було. Та, на жаль, життя вносить свої корективи в їхні плани. І ось на одного «наїжджають» серйозні злочинці, інший іде з дому і оселяється в підвалі, кого арештовує поліція, хто гине від куль злочинців, одним словом, життя дає тріщину…